# Cacographis undulalis
Cacographis undulalis là một loài bướm đêm trong họ Crambidae.